# چهار ماه، سه هفته و دو روز
چهارماه، سه‌هفته و دو روز (رومانیایی: 4 luni, 3 săptămâni și 2 zile) فیلم درام و دلهره‌آور رومانیایی به کارگردانی کریستیان مونجیو محصول ۲۰۰۷ رومانی است. این فیلم در جشنواره فیلم کن ۲۰۰۷ برندهٔ نخل طلا شد.

## داستان فیلم
این فیلم که در دهه هشتاد میلادی و در کشور رومانی اتفاق می‌افتد داستان زنی است که به دوستش کمک کرده تا به‌طور غیرقانونی سقط جنین انجام دهد.